# Abd-al-Aziz ibn al-Mansur
Abd-al-Aziz ibn al-Mansur (àrab: عبد العزيز بن المنصور, ʿAbd al-ʿAzīz b. al-Manṣūr) fou emir de la dinastia hammadita del 1105 a una data entre 1121 i 1125. Va succeir el seu germà Badis ibn al-Mansur, mort sense fills.
Va teniur un regnat llarg i pacífic. Es va rodejar de juristes. Va fer la pau amb els zanates i es va casar amb una filla del xeic dels Banu Makhukh. Abans del 1120 va ocupar l'illa de Gerba que abans del 1115 era independent i els seus habitants es dedicaven a la pirateria i de la que se sap que el 1115 o 1116 va ser ocupada pels zírides. La dominació hammadita sembla que hauria estat abans del 1115. El 1120/1121 va imposar la seva sobirania a l'emir khurasànida de Tunis, Ahmad ibn Abd al-Aziz.
El seu fill i hereu Yahya ibn Abd-al-Aziz va defensar la Qala dels Banu Hammad contra els atacs dels hilàlides. Va morir en una data que segons unes fonts fou el 1121/1122 i segons altres el 1124/1125, i Yahya el va succeir.